# Дневник за Елизу
Дневник за Елизу (1767) дело је британског аутора Лоренса Стерна које је објављено постхумно 1904. године. Написано је за госпођу Елизабет Дрејпер, сестру Росона Харта Бодама, коју је Стерн упознао када је била у посети Енглеској 1766-1767. године.